# King Nothing
King Nothing – utwór heavymetalowego zespołu Metallica z albumu Load wydanego w roku 1996.
Napisany przez Jamesa Hetfielda, Larsa Ulticha i Kirka Hammetta utwór oparty jest tekstowo na motywie „uważania na to, czego się pragnie”. Utwór rozpoczyna się od riffu granego na gitarze basowej, który przekształca się w ten sam riff grany na gitarach elektrycznych. W Stanach Zjednoczonych utwór wydano na singlu, na którego stronie B znalazła się koncertowa wersja utworu Ain’t My Bitch. Do utworu nakręcono teledysk.
Pod koniec utworu słychać słowa: „Off to Never-Never Land” (Wyruszamy do Nibylandii), co stanowi nawiązanie do jednego z najpopularniejszych utworów zespołu – Enter Sandman, również zawierającego tę frazę. Utwór King Nothing oparty jest na podobnym schemacie, co Enter Sandman.
Piosenka stanowi tło dźwiękowe dziewiątego odcinka drugiego sezonu serialu Rodzina Soprano, podczas sceny rozmowy Tony’ego Soprano z Paulie Gualtierem w klubie striptizowym Bada Bing.
W Stanach Zjednoczonych utwór dotarł do miejsca 90 listy Billboard Hot 100, zaś na liście Hot Mainstream Rock Tracks dotarł do pozycji szóstej.

## Demo
Wersja demo utworu King Nothing nosiła tytuł Load, skąd wzięła się nazwa albumu i nagrano ją w domowym studio Larsa Ulricha – The Dungeon 30 listopada 1994.

## Lista utworów
Singiel kanadyjski i amerykański
1. King Nothing – 5:28
2. Ain’t My Bitch (Live) – 6:00

Promocyjny singel amerykański
1. King Nothing (wersja skrócona) – 4:59
2. King Nothing (wersja pełna) – 5:28